# Штегаурах
Штегаурах (њем. Stegaurach) општина је у њемачкој савезној држави Баварска. Једно је од 36 општинских средишта округа Бамберг. Према процјени из 2010. у општини је живјело 6.844 становника. Посједује регионалну шифру (AGS) 9471191.

## Географски и демографски подаци
Штегаурах се налази у савезној држави Баварска у округу Бамберг. Општина се налази на надморској висини од 268 метара. Површина општине износи 23,9 km². У самом мјесту је, према процјени из 2010. године, живјело 6.844 становника. Просјечна густина становништва износи 286 становника/km².

## Међународна сарадња
| Мјесто | Држава    | Врста сарадње | Од    |
| ------ | --------- | ------------- | ----- |
|        | Француска | партнерство   | 1986. |
| Извор  |           |               |       |